# Jennie Snyder Urman

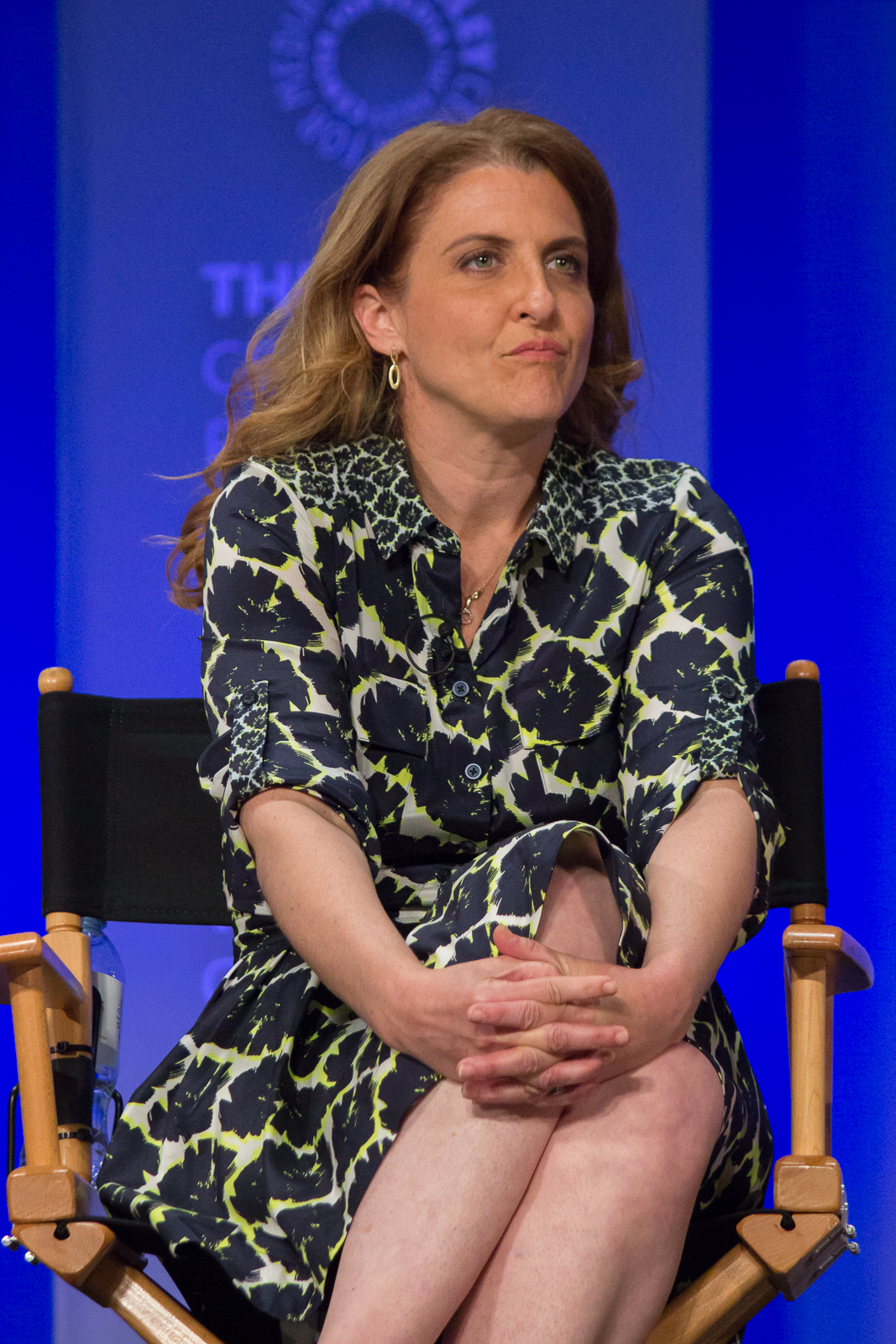
Jennie Snyder Urman, 2015

Jennie Snyder Urman (* 6. Juni 1975 in Rye, New York) ist eine US-amerikanische Fernsehproduzentin und Drehbuchautorin. Zu ihren bekanntesten Produktionen zählt die Serie Jane the Virgin für den Fernsehsender The CW mit Gina Rodriguez in der Hauptrolle.

## Leben und Karriere
Urman wuchs in Rye im Bundesstaat New York auf. Nach ihrem Studium an der Princeton University zog sie nach Los Angeles und arbeitete von 2003 bis 2006 als Drehbuchautorin für die ABC-Serie Hope and Faith. Urman schrieb ebenfalls für die Serien Gilmore Girls, Lipstick Jungle und 90210.
Ihre Fernsehserie Jane the Virgin wurde erstmals im Jahr 2014 ausgestrahlt. Die Serie ist eine freie Adaption der venezolanischen Telenovela Juana la Virgen. Von den Kritiken wird die Serie vor allem für ihren satirischen Umgang mit typischen Telenovela-Motiven gelobt. Bei den Golden Globe Awards 2015 wurde die Sendung als Beste Serie – Komödie oder Musical nominiert, Gina Rodriguez gewann den Preis für Beste Serien-Hauptdarstellerin – Komödie oder Musical. Die Show gewann 2014 den Peabody Award und wurde vom American Film Institute in die Liste der top 10 Television Programs of 2014 aufgenommen. Die letzte Folge der Serie wurde am 31. Juli 2019 ausgestrahlt.
Urman ist mit dem Kameramann Jamie Urman verheiratet und hat zwei Kinder.

## Filmografie (Auswahl)
Drehbuchautorin
- 2003–2005: Hope and Faith
- 2006–2007: Gilmore Girls
- 2008: Men in Trees
- 2008: Lipstick Jungle
- 2009–2010: 90210
- 2011: Fremd Fischen (Something Borrowed)
- 2012–2013: Emily Owens (Emily Owens, M.D.)
- 2013: Reign
- 2014–2019: Jane the Virgin (Schöpferin)
- seit 2018: Charmed (Schöpferin)
- 2020: Broke
- 2022: Good Sam